# Dorobanți, Arad
Dorobanți este satul de reședință al comunei cu același nume din județul Arad, Crișana, România.

## Așezare
Localitatea Dorobanți se află situată în Câmpia Aradului, la o distanță de 25 km față de municipiul Arad și are o suprafață de 2780 ha.

## Populația
Populația localității număra la ultimul recensământ 1679 locuitori. Din punct de vedere etnic, populația avea următoarea structură: 3,75% români, 94,8% maghiari și 1,27% alte naționalități și populație nedeclarată.

## Istoric
Prima atestare documentară a localității Dorobanți datează din anul 1418.

## Economia
Economia cunoaște în prezent o dinamică puternică, cu creșteri importante semnalate în toate sectoarele de activitate prezente pe raza comunei. Satul Dorobanți este cunoscut ca un important centru agricol al regiunii.

## Obiective turistice
Aici se află un ștrand cu apă termală, care izvorăște cu temperatura de 55oC. 
Amenajarea parcului, apa termală și lubenițele sunt atracțiile acestei localități, situată în apropiere de Zona Liberă Curtici - Arad. 

## Date economice
În ultimii ani, aici funcționează o pepinieră pomicolă și una viticolă.

## Personalități
- Mihai Godo (1913-1996), preot catolic, deținut politic
- Szanda Antal-Vincze (n. 1920 -d. ?), demnitar comunist